# Kölner Hütte
Die Kölner Hütte (italienisch Rifugio Fronza alle Coronelle) ist eine Schutzhütte und ein Berggasthaus im Rosengarten in den Südtiroler Dolomiten, einem Teil der italienischen Alpen.

## Lage und Umgebung

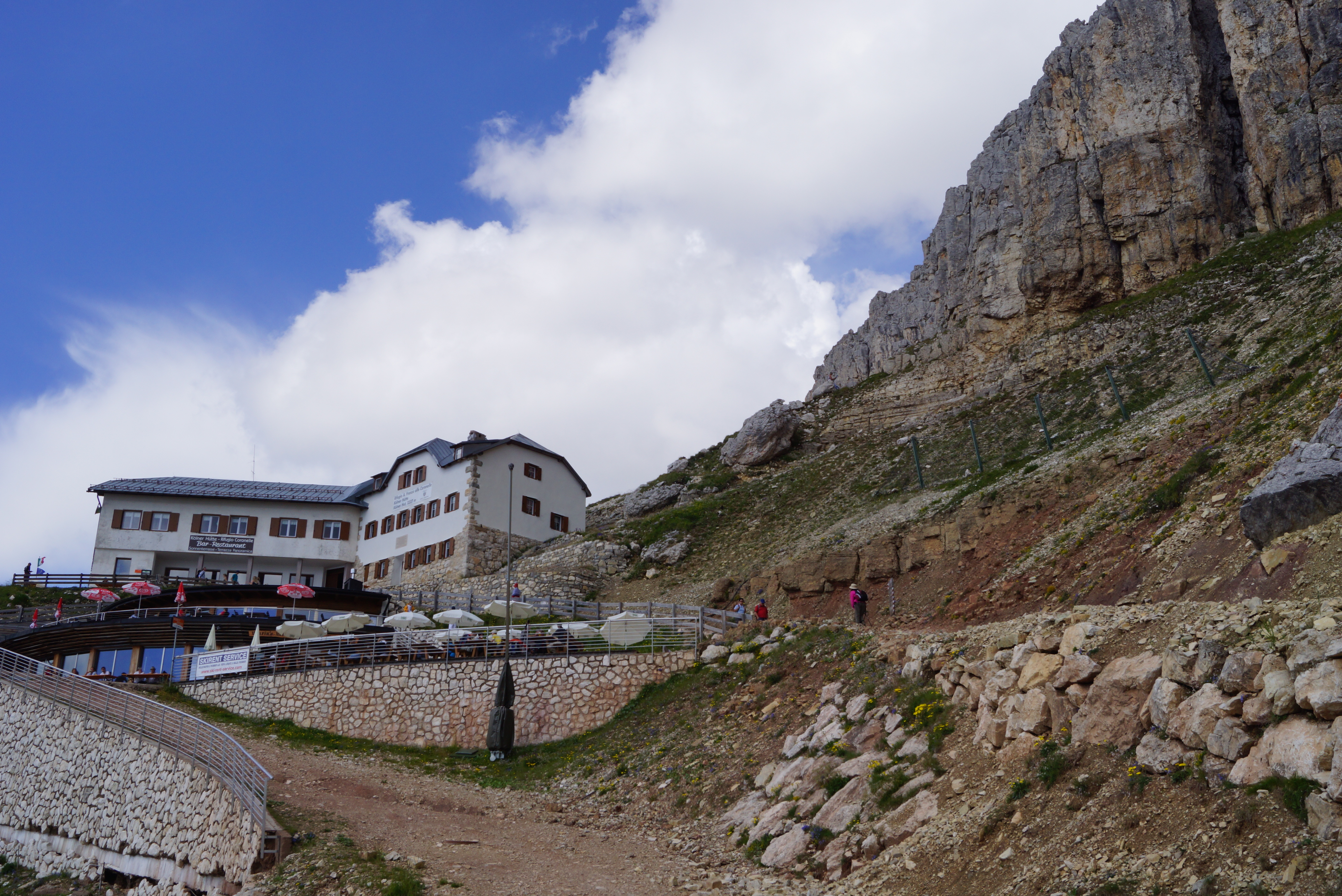
Hütten-Südseite, unterhalb der Hütte die „Laurin Lounge“ an der Bergstation des Sessellifts

Die Kölner Hütte liegt auf 2337 m s.l.m. Höhe am Westhang des in Nord-Süd-Richtung verlaufenden Hauptkamms der Rosengartengruppe. Sie befindet sich auf dem Gebiet der Gemeinde Welschnofen, von wo aus sie auch mit der Seilbahn erreichbar ist (Gondelbahn Laurin I und Sessellift König Laurin II). Im Sommer dient diese Wanderern als Aufstiegshilfe, im Winter stellt der Lift eine Anbindung an das Skigebiet Carezza – Karersee dar. Für den Aufstieg zu Fuß gibt es zwei Möglichkeiten: Aus nordwestlicher Richtung vom Nigerpass (1690 m s.l.m.) in ca. 1¾ Stunden oder aus westlicher Richtung von der Frommeralm (1743 m s.l.m.) in ca. 1½ Stunden – jeweils auf gut ausgebauten Wegen.
Die Hütte dient als Stützpunkt für Wanderungen und Klettertouren in den umliegenden Bergen. Über den nach Norden führenden Santnerpass-Klettersteig und die Santnerpasshütte (2734 m s.l.m.) erreicht man von hier den Einstieg zum Normalweg auf die Rosengartenspitze. Nach Süden Richtung Karerpass (1745 m s.l.m.) führt ein Wanderweg, der sogenannte Hirzelsteig, den Westhang der Rosengartengruppe entlang zur Paolina-Hütte (2125 m s.l.m.) und zum Christomannos-Denkmal (2350 m s.l.m.), die man in 1¼ Stunden bzw. in 1¾ Stunden erreicht. In östliche Richtung kann man, dem beschwerlichen Weg über das Tschagerjoch (2650 m s.l.m.) folgend, den Hauptkamm der Rosengartengruppe überqueren.

## Geschichte
Die Hütte wurde 1899 von der Sektion Rheinland des Deutschen und Österreichischen Alpenvereins (DuOeAV) erbaut. Nach dem Ersten Weltkrieg wurde die Hütte vom italienischen Staat enteignet und 1924 der Sektion Verona des Club Alpino Italiano (CAI) übergeben. Diese benannte die Hütte im Gedenken an ihren im Krieg gefallenen Präsidenten Aleardo Fronza um. Nach einem Brand 1966 kam es zu einem Neubau, der 1969 vollendet wurde.
Zunächst war die Hütte als Rosengartenhütte oder Kölner Haus bekannt; diese Namen sind heute aber nicht mehr üblich.
Zusammen mit 24 weiteren vom Staat enteigneten Schutzhütten ging die Kölner Hütte 1999 in das Eigentum der Autonomen Provinz Bozen – Südtirol über; mit Jahresende 2010 lief die Konzession zu deren Führung durch den CAI aus. Seit 2015 wird das Land Südtirol bei der Verwaltung der Hütte (Vergabe an Pächter, Überwachung der Führung, Sanierungsmaßnahmen) durch eine paritätische Kommission unterstützt, in der neben der öffentlichen Hand auch der AVS und der CAI vertreten sind.